# Liste der Kulturgüter in Carouge
Die Liste der Kulturgüter in Carouge enthält alle Objekte in der Gemeinde Carouge im Kanton Genf, die gemäss der Haager Konvention zum Schutz von Kulturgut bei bewaffneten Konflikten, dem Bundesgesetz vom 20. Juni 2014 über den Schutz der Kulturgüter bei bewaffneten Konflikten sowie der Verordnung vom 29. Oktober 2014 über den Schutz der Kulturgüter bei bewaffneten Konflikten unter Schutz stehen.
Objekte der Kategorien A und B sind vollständig in der Liste enthalten, Objekte der Kategorie C fehlen zurzeit (Stand: 1. Januar 2023).

## Kulturgüter
| Foto |                                                                             | Objekt                                                               | Kat. | Typ | Standort                                                   | Beschreibung                                                         |
| ---- | --------------------------------------------------------------------------- | -------------------------------------------------------------------- | ---- | --- | ---------------------------------------------------------- | -------------------------------------------------------------------- |
| ja   | Datei hochladen · Wikidata zu Gemeindearchiv Carouge (Q11356300)            | Stadtarchiv Carouge / Archives de la Ville de Carouge KGS-Nr.: 08866 | A    | S   | Place du Marché 14 499731 / 115591                         |                                                                      |
| ja   | Datei hochladen · Wikidata zu Kirche vom Heiligen Kreuz (Q29699471)         | Kirche Sainte-Croix / Eglise Sainte-Croix KGS-Nr.: 02392             | B    | G   | Rue Jacques-Dalphin 23bis 499719 / 115559                  |                                                                      |
| ja   | Datei hochladen · Wikidata zu Fontaine Place du Marché, Carouge (Q29699520) | Brunnen / Fontaine KGS-Nr.: 02393                                    | B    | K   | Place du Marché 499794 / 115571                            |                                                                      |
| ja   | Datei hochladen · Wikidata zu Fontaine Place du Temple, Carouge (Q29699504) | Brunnen / Fontaine KGS-Nr.: 02394                                    | B    | K   | Place du Temple 499785 / 115682                            |                                                                      |
| ja   | Datei hochladen · Wikidata zu Brunnen (Q29699534)                           | Brunnen / Fontaine KGS-Nr.: 02395                                    | B    | K   | Rue Ancienne 499715 / 115144                               |                                                                      |
| ja   | Datei hochladen · Wikidata zu Pont-Neuf über die Arve (Q3396897)            | Pont-Neuf über die Arve / Pont-Neuf sur l’Arve KGS-Nr.: 02396        | B    | G   | 499886 / 116005                                            | Objekt liegt hälftig auf dem Gemeindegebiet von Genf (KGS-Nr. 17481) |
| ja   | Datei hochladen · Wikidata zu Reformierte Kirche von Carouge (Q29699595)    | Reformierte Kirche / Temple KGS-Nr.: 02397                           | B    | G   | Place du Temple 13 499699 / 115670                         |                                                                      |
| ja   | Datei hochladen · Wikidata zu Museum Carouge (Q27479962)                    | Ortsmuseum Carouge / Musée de Carouge KGS-Nr.: 08756                 | B    | S   | Place de Sardaigne 2 499669 / 115600                       |                                                                      |
| ja   | Datei hochladen · Wikidata zu Brunnen (Q29699550)                           | Brunnen / Fontaine KGS-Nr.: 11806                                    | B    | K   | Rue Jacques-Dalphin / Place des Charmettes 499683 / 115666 |                                                                      |